# The Classmate's Frolic
The Classmate's Frolic è un cortometraggio muto del 1913 scritto e diretto da Ralph Ince.

## Produzione
Il film fu prodotto dalla Vitagraph Company of America.

## Distribuzione
Distribuito dalla General Film Company, il film - un cortometraggio di 129,84 metri - uscì nelle sale cinematografiche statunitensi il 4 febbraio 1913. Nelle proiezioni, veniva programmato con il sistema dello split reel, accorpato in un'unica bobina con un altro cortometraggio prodotto dalla Vitagraph, la commedia The Elephant's Toilet.